# Покотское
Покотское — деревня в Расловском сельском поселении Судиславского района Костромской области России.

## География
Деревня расположена на берегу речки Шевляга или Севряга.

## История
В начале XVIII века сельцо Покотское являлось центром вотчины костромского Воздвиженского монастыря, в нём располагались монастырские дворы. В 1710 году, во время Булавинского восстания, отряд повстанцев под командованием Гаврила Старченка захватил сельцо, «жёг его огнём, топил печи и сажал туда крестьян, а девиц ругал ругательски». Жившие вблизи Покоцкого помещики бежали от повстанцев в Кострому и булавинцы, простояв в селе полтора месяца, ушли оттуда, захватив у монастырских крестьян 300 лошадей и другие награбленные пожитки.
Согласно Спискам населенных мест Российской империи в 1872 году деревня Покоцкое относилась к 2 стану Костромского уезда Костромской губернии. В ней числилось 5 дворов, проживало 10 мужчин и 7 женщин.
Согласно переписи населения 1897 года в деревне проживало 49 человек (21 мужчина и 28 женщин).
Согласно Списку населенных мест Костромской губернии в 1907 году деревня относилась к Шишкинской волости Костромского уезда Костромской губернии. По сведениям волостного правления за 1907 год в ней числилось 12 крестьянских дворов и 70 жителей. Основным занятием жителей деревни, помимо земледелия, был извоз.
До муниципальной реформы 2010 года деревня входила в состав Долматовского сельского поселения Судиславского района.

## Население
| Численность населения |      |      |      |
| Год                   | 1877 | 1897 | 1907 |
| Жителей               | 17   | 49   | 70   |
| Крестьянских дворов   | 5    | —    | 12   |

| 1872 | 1897 | 1907 | 2008 | 2010 | 2014 |
| ---- | ---- | ---- | ---- | ---- | ---- |
| 17   | ↗49  | ↗70  | ↘0   | →0   | →0   |